# Arkie Whiteley
Pour les articles homonymes, voir Whiteley.
Arkie Whiteley est une actrice australienne, née le 6 novembre 1964 à Westminster (Londres) et morte le 19 décembre 2001 à Sydney.

## Biographie
Elle est connue pour son rôle de Sarah Cameron dans Razorback en 1984, et de la jeune fille dans le camp dans Mad Max 2 en 1981.

### Vie privée
Elle est la fille de l'artiste Brett Whiteley.
Elle est décédée d'un cancer.

## Filmographie

### Cinéma
- 1981 : The Killing of Angel Street de Donald Crombie : Tina Benson
- 1981 : Mad Max 2 : Le Défi (Mad Max 2) de George Miller : la fille du capitaine
- 1984 : Razorback de Russell Mulcahy : Sarah Cameron
- 1988 : Scandal de Michael Caton-Jones : Vicky
- 1994 : Princesse Caraboo (Princess Caraboo) de Michael Austin : Betty

### Télévision

#### Téléfilms
- 1980 : Slippery Slide de Donald Crombie : Alana
- 1990 : The Secret Life of Ian Fleming de Ferdinand Fairfax : Gallina
- 1999 : Without Warning de Catherine Millar : Megan Turner
- 2000 : The Last Musketeer de Bill Britten : Dr. Elizabeth Fraser